# Mohammad Paziraei
Mohammad Paziraei (persisch محمد پذيرائی, * 4. August 1929 in Badkhowreh, Ost-Aserbaidschan; † 2002) war ein iranischer Ringer. Er trat in der Stilart Griechisch-römisch an und war Teilnehmer an den Olympischen Sommerspielen 1960 in Rom.
Seinen größten Erfolg feierte er bei den Olympischen Sommerspielen von Rom, als er in der Gewichtsklasse "Fliegengewicht (52 kg)" antrat und hinter Osman El-Sayed (Vereinigte Arabische Republik/Ägypten und Syrien) und Dumitru Pârvulescu aus Rumänien Dritter wurde und somit die Bronzemedaille in dieser Disziplin gewann.
Im Jahr 1962 gehörte er ein weiteres Mal zum Aufgebot der iranischen Ringernationalmannschaft, die an den Ringer-Weltmeisterschaften in Toledo (Ohio) teilnahm. Mohammad Paziraei wurde bei dieser Weltmeisterschaft nur Sechster. 